# Ruine Wolkenstein (Hemishofen)
Die Ruine Wolkenstein ist eine im 12. Jahrhundert erbaute und heute abgegangene Felsenburg im Kanton Schaffhausen, Schweiz. Der Burgstall liegt auf einem Felssporn auf dem Wolkensteinerberg dem letzten Ausläufer des Schiener Bergs hoch über Hemishofen.  Östlich der Burg Wolkenstein steht die Burg Hohenklingen.